# Onthophagus pendjarius
Onthophagus pendjarius là một loài bọ cánh cứng trong họ Bọ hung (Scarabaeidae).